# ボートピア横浜
ボートピア横浜（ボートピアよこはま）は、神奈川県横浜市中区にあるボートレースの場外発売場である。管理施行者は東京都府中市。

## 概要
全国で32ヶ所目（ミニボートピアと前売専用場外発売場を含む）、神奈川県内では初のボートレースの場外発売場として、2007年12月14日に開業。設置者が施行に携わっているボートレース平和島の勝舟投票券はすべて発売することを原則とし、SG・全国のGIおよびナイターレースの勝舟投票券の発売も含め、年間360日の営業を予定している。
トータリゼータシステムはオープン時に日本ベンダーネットを採用していたが、現在は富士通フロンテックを採用している。また2011年2月1日より日本トーター製の自動払戻機を設置し関東総合払戻システム「どこでもはらいおん」（桐生・戸田・江戸川・平和島・多摩川の各ボートレース場及び岡部・栗橋相互間）の対象施設となった。またオープン以来1日最大4場・48レースを発売してきたが、同年2月9日より全国公営競技初の最大5場・60レースの勝舟投票券の発売を開始した。なお2014年9月より最大8場・96レースの勝舟投票券の発売を開始した。
2012年4月より開始の全国総合払戻サービスは2015年4月現在対応している。

## 設備
鉄筋5階建てで、1階にファミリーマートが出店している。客席は2階〜5階にあり、いずれも喫煙室とスモーカーズ（VIPフロア）を除き全面禁煙である。
- 一般席フロア - 2・3階。
- 有料席フロア - 4階。Aクラスは1人掛けシート、Bクラスはペアシートに個別観戦モニターが設置されている。
- VIPフロア - 5階。ロイヤルルーム(個室)、ラグジュアリークラブ、スモーカーズ、VIPブース、在席投票ブースの5つに分かれている。
- 座席数は428席（一般132席、有料296席）である。
- 窓口数は61窓（自動発売機35窓、自動発払機22窓、有人発払機4窓）と在席投票端末25台が設置されている。
- 発売賭式は、3連勝単式、3連勝複式、2連勝単式、2連勝複式、拡大2連勝複式の5種類となっている。

## 営業時間
- 10:00 - 21:00

ナイターレースを発売しない時は 10:00 - 17:00